# رود اوکاوانگو
رود اوکاوانگو (به انگلیسی: Okavango River) رودی جاری در جنوب غربی آفریقاست که حیات وحشی قابل توجه دارد. این رود که با طول ۱٬۶۰۰ کیلومتری خود چهارمین سیستم رودخانه‌ای طویل در جنوب آفریقا را تشکیل می‌دهد، نخست با نام رود کوبانگو از آنگولا سرچشمه می‌گیرد، سپس با جریان‌یافتن به سمت جنوب بخشی از مرز بین آنگولا و نامیبیا را تشکیل داده و پس از آن وارد بوتسوانا و در نهایت پارک ملی مورمی می‌شود.
رود اوکاوانگو فاقد خروجی به دریاست و در عوض، آب‌های آن به باتلاقی در صحرای کالاهاری موسوم به دلتای اوکاوانگو یا بادبزن آبرفتی اوکاوانگو می‌ریزد. همچنین در فصول بارانی، این رود بیرون‌ریزی به رود بوتتی دارد که این رود نیز به‌نوبهٔ خود، به کفه‌ای نمکی موسوم به کفه ماکگادیکگادی می‌ریزد که گستره‌ای وسیع از تالاب‌های فصول بارانی را دربر می‌گیرد. هر تابستان ده‌ها هزار قطعه فلامینگو در این تالاب‌ها جمع می‌شوند. بخش دیگری از رود اوکاوانگو نیز به دریاچه نگامی می‌ریزد.

## مناقشه بر سر آب
هر دو کشور نامیبیا و بوتسوانا درگیر خشکسالی هستند و در نتیجهٔ این موضوع، نگرانی‌هایی دربارهٔ احتمال وقوع درگیری بر سر استفاده از آب رودخانه وجود دارد. نامیبیا کانالی به طول ۳۰۰ کیلومتر ساخته و درصدد است تا ۲۵۰ کیلومتر نیز خط لوله بسازد تا با انتقال آب از رود اوکاوانگو به نامیبیا، جلوی خشکسالی را بگیرد.
اما بوتسوانا در مقابل، به درآمدزایی از دلتای اوکاوانگو به‌عنوان مکانی توریستی پرداخته و درعین حال از آن به‌عنوان منبع آب کشور نیز استفاده می‌کند. دپارتمان امور آب‌های بوتسوانا چنین اعلام داشته‌است که ۹۷٪ از آب رودخانه به‌واسطهٔ تبخیر هدر می‌رود و در نتیجه این کشور نمی‌تواند، بیرون‌رفت بیشتر آب را تاب بیاورد. اما نامیبیا عنوان‌داشته که این کشور تنها نیمی از جریان رودخانه را به درون خاک خود منحرف خواهد کرد و این شامل آن قسمت از آب‌های اوکاوانگو است که از درون نامیبیا می‌گذرد.
با توجه به چنین مواردی، کشورهای آنگولا، نامیبیا و بوتسوانا در ۱۹۹۴ با امضای توافقنامه‌ای، کنوانسیون حوضهٔ آبخیز دائمی رود اوکاوانگو را شکل‌دادند تا سه کشور عضو، دربارهٔ بهترین راه‌های بهره‌برداری مشترک از منابع رود اوکاوانگو به بحث و تبادل نظر بپردازند.